# Josue Deprez
Jouse Deprez (ur. 30 października 1981) – haitański judoka, uczestnik Letnich Igrzysk Olimpijskich 2016. Rywalizował w konkurencji do 73 kg. Na igrzyskach stoczył jedną – przegraną walkę z Niemcem Igorem Wandtke. Dwukrotnie reprezentował Haiti w Mistrzostwach panamerykańskich w judo. Obecnie jest trenerem judo w Stanach Zjednoczonych.